# Xã Beaver, Quận Miner, South Dakota
Xã Beaver (tiếng Anh: Beaver Township) là một xã thuộc quận Miner, tiểu bang Nam Dakota, Hoa Kỳ. Năm 2010, dân số của xã này là 40 người.